# Lista de monarcas do Brasil
Os monarcas do Brasil foram os soberanos que reinaram sobre o Império do Brasil (estado soberano independente) de 7 de setembro de 1822, quando este foi fundado, até o golpe de estado que aboliu a monarquia e proclamou a República dos Estados Unidos do Brasil em 1889 (renomeada República Federativa do Brasil em 1967).

Estandarte do Imperador do Brasil

O predecessor imediato do Império do Brasil foi o Reino do Brasil (nação constituinte do Reino Unido de Portugal, Brasil e Algarves), que existiu de 1815 até 1822. O Reino do Brasil foi criado em 1815 e o laço colonial foi formalmente abolido, com o Brasil unido a Portugal como território integral deste país através de uma união política e considerado uma nação constituinte do Reino Unido de Portugal, Brasil e Algarves, no entanto ainda era um território dependente de Portugal e não um estado soberano, com natureza similar ao Reino de Algarves, que apesar do título de "reino" era administrado como uma província portuguesa igual as demais. A nível internacional apenas o Reino Unido era reconhecido como estado soberano, Portugal, Brasil e Algarves eram subdivisões administrativas daquele país (de maneira similar a atual Inglaterra e Escócia no âmbito do Reino Unido da Grã-Bretanha e Irlanda do Norte). Este reino possuiu dois monarcas durante a época de Reino Unido: Maria I e João VI
No contexto das Cortes Gerais e Extraordinárias da Nação Portuguesa, tentativas dos deputados brasileiros de estabelecer dois centros de poder (um na América e outro na Europa, cada um com Executivo e Legislativo próprios) se revelaram infrutíferas e prevaleceu a proposta de seus pares portugueses, que centralizaram toda a administração em Lisboa, abolindo órgãos criados por João VI no Brasil, retirando poderes políticos do regente Pedro de Alcântara (que de regente fora rebaixado a governador de armas, um comandante do Exército Português sem poderes políticos) e sujeitando todas as províncias brasileiras diretamente ao governo central em Lisboa (sem intermediário como o governo-geral que existia no Estado do Brasil), minando a autonomia que o Brasil tinha alcançado anteriormente sob João VI.
Em 1822, Pedro de Alcântara, filho e herdeiro de João VI como rei de Portugal, se uniu a causa independentista brasileira e se rebelou contra Portugal e proclamou a Independência do Brasil em relação ao Reino Unido de Portugal, Brasil e Algarves, instalando o Império do Brasil e sendo aclamado imperador Pedro I. Como nação independente, o Império do Brasil teve dois monarcas, Pedro I e Pedro II.
Sob o Tratado do Rio de Janeiro de 1825, pelo qual Portugal reconheceu a independência do Brasil, João VI obteve o título honorífico de Imperador Titular do Brasil, título vitalício, tornando-se extinto após a morte do titular, sendo de cunho puramente honorífico. Pedro I permanecia como o único monarca governante do império. Com a morte do pai se esperava que Pedro assumisse o trono de Portugal, mas os dois países haviam se separado politicamente e muitos no Brasil eram contrários a ideia de Pedro se tornar monarca de Portugal, este então abdicou desta coroa em favor da filha, Maria II de Portugal.
Em 1889, a monarquia foi abolida por um golpe de Estado militar e a república do Brasil foi proclamada. Para consultar a lista de chefes de Estado do Brasil após a proclamação republicana, ver também Lista de presidentes do Brasil.

## Monarcas do Reino Unido de Portugal, Brasil e Algarves
| Nº | Imperador | Retrato | Brasão | Nascimento | Casamento(s) Filhos legítimos                                                                                           | Reinado | Morte | Direito sucessório | Ref |
| Reino Unido de Portugal, Brasil e Algarves (15 de dezembro de 1815 a 11 de outubro de 1822 – 6 anos, 9 meses e 26 dias) | Reino Unido de Portugal, Brasil e Algarves (15 de dezembro de 1815 a 11 de outubro de 1822 – 6 anos, 9 meses e 26 dias) | Reino Unido de Portugal, Brasil e Algarves (15 de dezembro de 1815 a 11 de outubro de 1822 – 6 anos, 9 meses e 26 dias) | Reino Unido de Portugal, Brasil e Algarves (15 de dezembro de 1815 a 11 de outubro de 1822 – 6 anos, 9 meses e 26 dias) | Reino Unido de Portugal, Brasil e Algarves (15 de dezembro de 1815 a 11 de outubro de 1822 – 6 anos, 9 meses e 26 dias) | Reino Unido de Portugal, Brasil e Algarves (15 de dezembro de 1815 a 11 de outubro de 1822 – 6 anos, 9 meses e 26 dias) | Reino Unido de Portugal, Brasil e Algarves (15 de dezembro de 1815 a 11 de outubro de 1822 – 6 anos, 9 meses e 26 dias) | Reino Unido de Portugal, Brasil e Algarves (15 de dezembro de 1815 a 11 de outubro de 1822 – 6 anos, 9 meses e 26 dias) | Reino Unido de Portugal, Brasil e Algarves (15 de dezembro de 1815 a 11 de outubro de 1822 – 6 anos, 9 meses e 26 dias) | Reino Unido de Portugal, Brasil e Algarves (15 de dezembro de 1815 a 11 de outubro de 1822 – 6 anos, 9 meses e 26 dias) |
| --- | --- | --- | --- | --- | --- | --- | --- | --- | --- |
| 1 | Maria I de Portugal A Pia                                                                                               | | | 7 de dezembro de 1734 Palácio da Ribeira, Lisboa Filha de José I de Portugal e Mariana Vitória de Espanha               | Pedro III de Portugal 6 de junho de 1760 7 filhos                                                                       | 16 de dezembro de 1815 - 20 de março de 1816 3 meses e 4 dias                                                           | 20 de março de 1816 Convento do Carmo, Rio de Janeiro aos 81 anos                                                       | Filha de José I de Portugal. Fundadora do Reino Unido de Portugal, Brasil e Algarves.                                   | |
| 2 | João VI de Portugal O Clemente                                                                                          | | | 13 de maio de 1767 Palácio Real de Queluz, Lisboa Filho de Pedro III de Portugal e Maria I de Portugal                  | Carlota Joaquina da Espanha 9 de junho de 1785 9 filhos                                                                 | 20 de março de 1816 - 7 de setembro de 1822 6 anos, 5 meses e 18 dias                                                   | 10 de março de 1826 Palácio da Bemposta, Lisboa aos 58 anos                                                             | Filho de Maria I. | |

## Monarcas do Império do Brasil
| Nº                                                                                             | Imperador                                                                                      | Retrato                                                                                        | Brasão                                                                                         | Nascimento | Casamento(s) Filhos legítimos                                                                                      | Reinado                                                                                        | Morte                                                                                          | Direito sucessório                                                                             | Ref                                                                                            |
| Império do Brasil (7 de setembro de 1822 a 15 de novembro de 1889 – 67 anos, 2 meses e 8 dias) | Império do Brasil (7 de setembro de 1822 a 15 de novembro de 1889 – 67 anos, 2 meses e 8 dias) | Império do Brasil (7 de setembro de 1822 a 15 de novembro de 1889 – 67 anos, 2 meses e 8 dias) | Império do Brasil (7 de setembro de 1822 a 15 de novembro de 1889 – 67 anos, 2 meses e 8 dias) | Império do Brasil (7 de setembro de 1822 a 15 de novembro de 1889 – 67 anos, 2 meses e 8 dias)                                        | Império do Brasil (7 de setembro de 1822 a 15 de novembro de 1889 – 67 anos, 2 meses e 8 dias)                     | Império do Brasil (7 de setembro de 1822 a 15 de novembro de 1889 – 67 anos, 2 meses e 8 dias) | Império do Brasil (7 de setembro de 1822 a 15 de novembro de 1889 – 67 anos, 2 meses e 8 dias) | Império do Brasil (7 de setembro de 1822 a 15 de novembro de 1889 – 67 anos, 2 meses e 8 dias) | Império do Brasil (7 de setembro de 1822 a 15 de novembro de 1889 – 67 anos, 2 meses e 8 dias) |
| ---------------------------------------------------------------------------------------------- | ---------------------------------------------------------------------------------------------- | ---------------------------------------------------------------------------------------------- | ---------------------------------------------------------------------------------------------- | --- | --- | ---------------------------------------------------------------------------------------------- | ---------------------------------------------------------------------------------------------- | ---------------------------------------------------------------------------------------------- | ---------------------------------------------------------------------------------------------- |
| 1                                                                                              | Pedro I do Brasil O Libertador                                                                 |                                                                                                |                                                                                                | 12 de outubro de 1798 Palácio Real de Queluz, Lisboa Filho de João VI de Portugal e Carlota Joaquina da Espanha                       | 1º: Maria Leopoldina da Áustria 13 de maio de 1817 7 filhos 2º: Amélia de Leuchtenberg 2 de agosto de 1829 1 filha | 7 de setembro de 1822 – 7 de Abril de 1831 8 anos e 7 meses                                    | 24 de setembro de 1834 Palácio Real de Queluz, Lisboa aos 35 anos                              | Fundador de novo estado soberano e criador do cargo (como Imperador do Brasil)                 | [ 3 ]                                                                                          |
| -                                                                                              | João VI de Portugal O Clemente                                                                 |                                                                                                |                                                                                                | 13 de maio de 1767 Palácio Real de Queluz, Lisboa Filho de Pedro III de Portugal e Maria I de Portugal                                | Carlota Joaquina da Espanha 9 de junho de 1785 9 filhos                                                            | 15 de novembro de 1825 - 10 de março de 1826 3 meses e 23 dias                                 | 10 de março de 1826 Palácio da Bemposta, Lisboa aos 58 anos                                    | Tratado do Rio de Janeiro                                                                      |                                                                                                |
| 2                                                                                              | Pedro II do Brasil O Magnânimo                                                                 |                                                                                                |                                                                                                | 2 de dezembro de 1825 Paço de São Cristóvão, Rio de Janeiro Filho de Pedro I do Brasil e IV de Portugal e Maria Leopoldina da Áustria | Teresa Cristina de Bourbon-Duas Sicílias 30 de maio de 1843 4 filhos                                               | 7 de Abril de 1831 – 15 de novembro de 1889 58 anos, 7 meses e 8 dias                          | 5 de dezembro de 1891 Hotel Bedford, Paris aos 66 anos                                         | Filho de Pedro I                                                                               | [ 4 ]                                                                                          |

## Titulatura régia

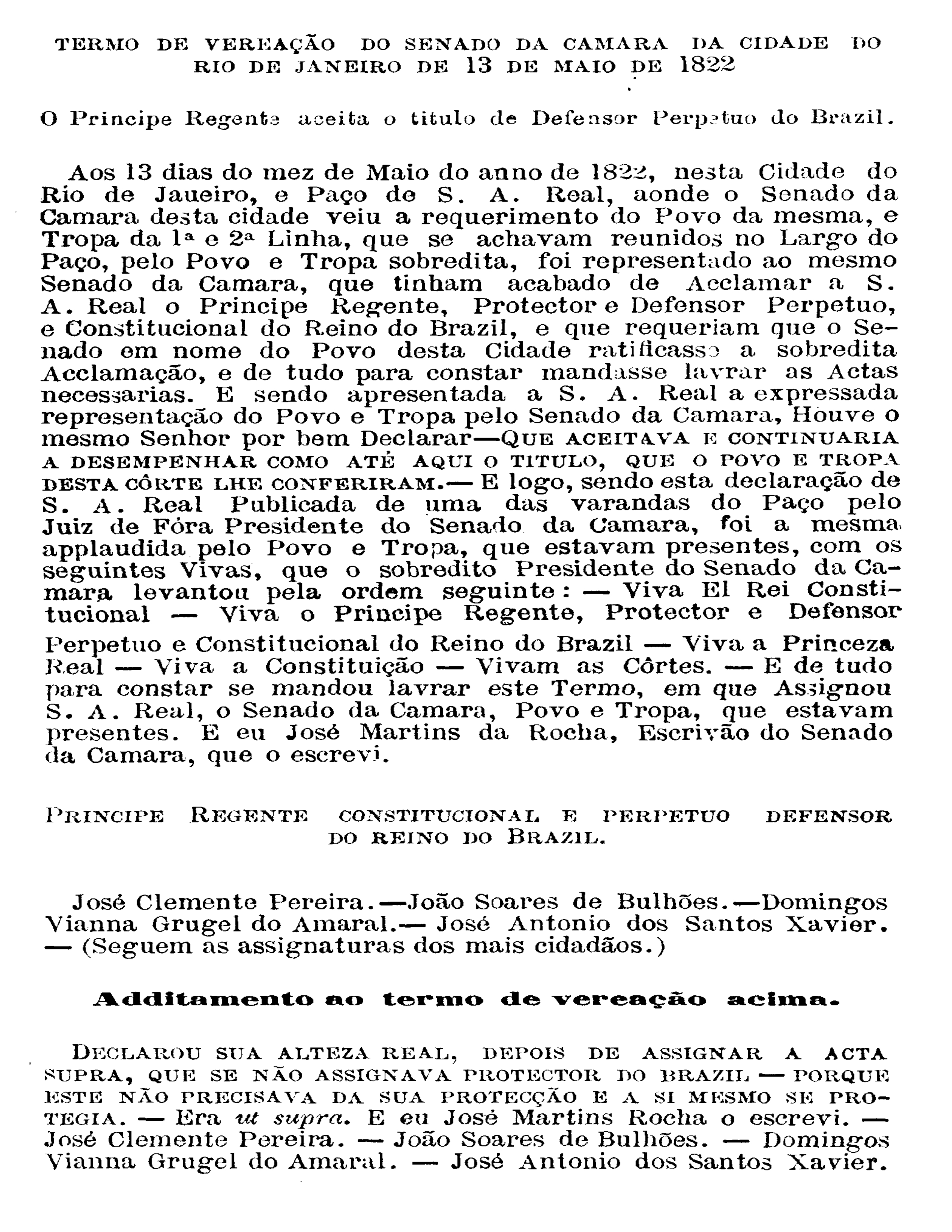
Documento da câmara Municipal do Rio de Janeiro que conferiu o título de Defensor Perpétuo do Brasil a Pedro I, em 13 de maio de 1822.

Tiveram os seguintes títulos:

### Reino de Portugal, Brasil e Algarves
| Período                                   | Título | Usado por         | Motivo                                                         |
| ----------------------------------------- | --- | ----------------- | -------------------------------------------------------------- |
| Dezembro de 1815 – 14 de novembro de 1825 | Pela Graça de Deus, Rainha (Rei) do Reino Unido de Portugal, Brasil e dos Algarves, d'Aquém e d'Além-Mar em África, Senhor(a) da Guiné e da Conquista, Navegação e Comércio da Etiópia, Arábia, Pérsia e Índia, etc. | Maria I e João VI | O Brasil é elevado a Reino dentro do Império Português (1815). |

### Império do Brasil
| Período                                        | Título | Usado por                          | Motivo |
| ---------------------------------------------- | --- | ---------------------------------- | --- |
| 12 de outubro de 1822 – 15 de novembro de 1889 | Por Graça de Deus e Unânime Aclamação dos Povos, Imperador Constitucional e Defensor Perpétuo do Brasil | Pedro I, Pedro II                  | O Reino do Brasil se declara independente de Portugal. |
| 15 de novembro de 1825 – 10 de março de 1826   | Pela Graça de Deus, Imperador do Brasil, e Rei do Reino Unido de Portugal e dos Algarves, d'Aquém e d'Além-Mar em África, Senhor da Guiné e da Conquista, Navegação e Comércio da Etiópia, Arábia, Pérsia e Índia, etc.                                                | João VI                            | Ao reconhecer a independência do Império do Brasil pelo Tratado do Rio de Janeiro, João VI passa a usar por carta de lei de 15 de novembro de 1825, o título de imperador do Brasil, que lhe fora deferido por seu filho Pedro I. |
| 10 de março de 1826 – 2 de maio de 1826        | Por Graça de Deus e Unânime Aclamação dos Povos, Imperador Constitucional e Defensor Perpétuo do Brasil, Rei de Portugal e dos Algarves, d'Aquém e d'Além-Mar em África, Senhor da Guiné e da Conquista, Navegação e Comércio da Etiópia, Arábia, Pérsia e Índia, etc. | Pedro I do Brasil e IV de Portugal | Durante o seu breve reinado de oito dias, embora mantendo a destrinça entre os dois Estados, o título refletiu a união das duas coroas sobre a cabeça do mesmo dinasta.                                                           |